# Cercle de Kayes
Le cercle de Kayes est une circonscription administrative de la région de Kayes au Mali.

## Communes
Avant 2023, il compte 28 communes : Bangassi, Colimbiné, Diamou, Djélébou, Falémé, Fégui, Gory Gopéla, Gouméra, Guidimakan Kéri Kaffo, Hawa Dembaya, Karakoro, Kayes, Kéméné Tambo, Khouloum, Koniakary, Koussané, Liberté Dembaya, Logo, Maréna Diombougou, Marintoumania, Sadiola, Sahel, Samé Diomgoma, Ségala, Séro Diamanou, Somankidi, Sony et Tafacirga.
Depuis 2023, le cercle codé en 0101, est composé de 4 arrondissements, 11 communes, dont 3 communes urbaines : Kayes, Gouméra et Somankidy et 113 villages, fractions ou quartiers (VFQ).
| Code   | Arrondissement                  |
| ------ | ------------------------------- |
| 010101 | Arrondissement central de Kayes |
| 010102 | Arrondissement de Diandioumbéra |
| 010103 | Arrondissement de Lontou        |
| 010104 | Arrondissement de Samé          |

| Code     | Commune         | Chef-lieu      | VFQ |
| -------- | --------------- | -------------- | --- |
| 01010101 | Kayes           | Kayes          | 7   |
| 01010102 | Bangassi        | Bangassi N-L   | 14  |
| 01010103 | Colimbiné       | Kabaté         | 9   |
| 01010104 | Gory Gopéla     | Gory Gopéla    | 6   |
| 01010105 | Gouméra         | Gouméra        | 1   |
| 01010106 | Khouloum        | Khouloum       | 11  |
| 01010107 | Liberté Dembaya | Diala Banlieue | 19  |
| 01010201 | Séro Diamanou   | Séro           | 18  |
| 01010301 | Hawa Dembaya    | Médine         | 10  |
| 01010401 | Samé Diongoma   | Samé           | 17  |
| 01010402 | Somankidy       | Somankidy      | 1   |

## Politique
Le 12 juin 2009, Dr Modibo Timbo (Adéma-Pasj) a été élu président du conseil de cercle. Il a obtenu 31 voix contre 25 pour son adversaire, Modibo Sogoré (Urd).

## Jumelages
- Parmi les 28 communes autres que la ville de Kayes, sont jumelées :
  - Karakoro, Djélébou et Sahel avec  France (France)[5] ;
  - Fégui avec  Les Molières (France) et  Limours (France) ;
  - Sandaré avec  Draveil (France).

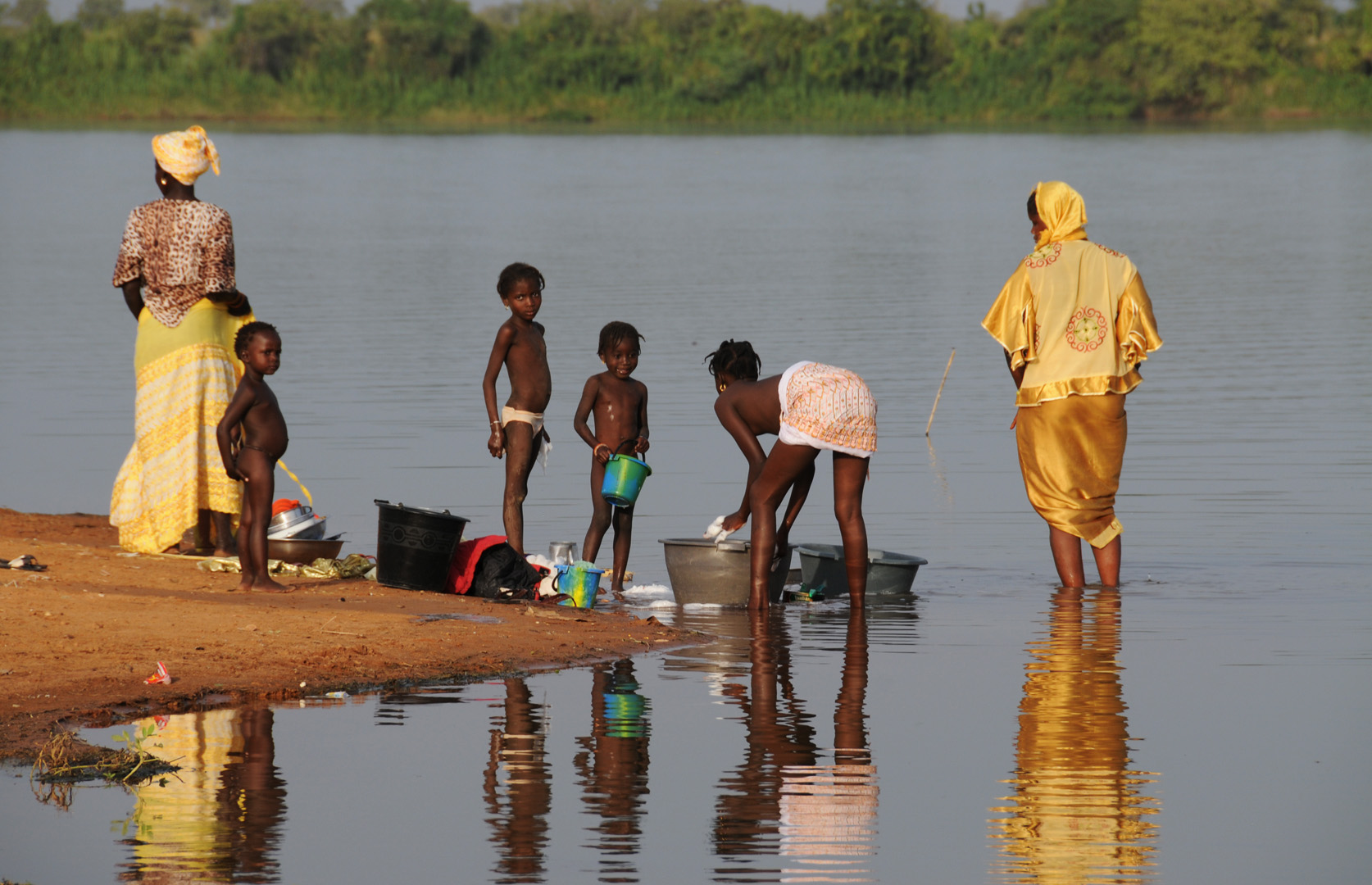
Kakoulou, un village de la commune de Logo
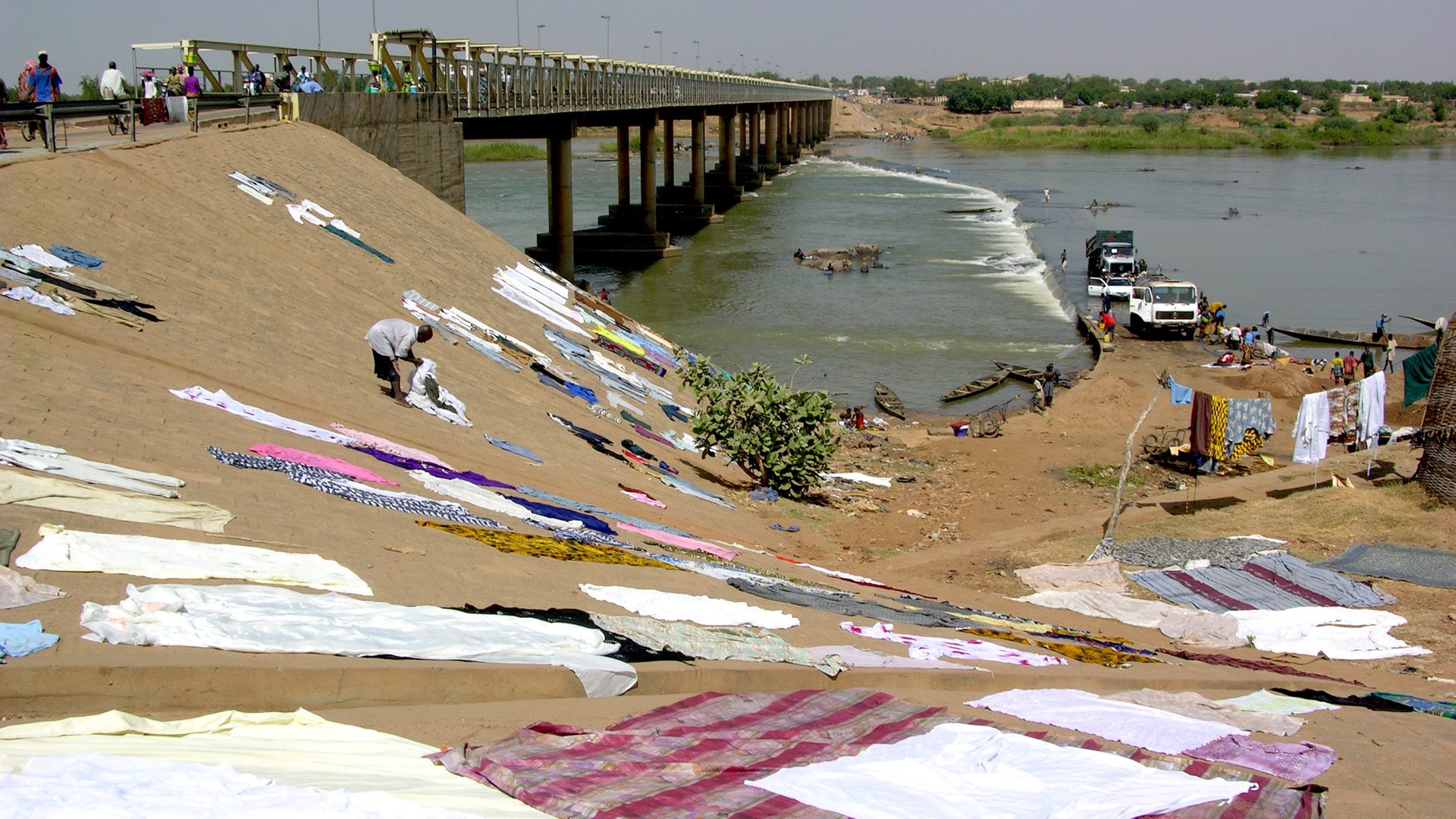
Pont sur le fleuve Sénégal à Kayes